# (4668) 1987 DX5
(4668) 1987 DX5 là một tiểu hành tinh vành đai chính. Nó được phát hiện bởi Henri Debehogne ở Đài thiên văn La Silla ở Chile ngày 21 tháng 2 năm 1987.